# Dobanovci
Dobanovci (v srbské cyrilici Добановци) jsou obec v centrální části Srbska, v blízkosti Bělehradu. Administrativně spadají pod opštinu Surčin. V roce 2011 měly 8128 obyvatel.
Dobanovci se nacházejí v rovinaté krajině Sremu, nedaleko od obchvatu srbské metropole a dálniční křižovatky s dálnicí A3. V blízkosti Dobanovců se také nachází Mezinárodní letiště Nikoly Tesly. Východně od obce prochází rovněž i železniční trať. Na hlavní křižovatce v centru Dobanovců se nachází kostel zasvěcený svatému Mikuláši (svetog Nikole).
První zmínka o městu pochází z roku 1404. Místní kostel byl zbudován v roce 1803 a místní škola je z roku 1890.